# Fortuynia bungei
Fortuynia bungei är en korsblommig växtart som beskrevs av Pierre Edmond Boissier. Fortuynia bungei ingår i släktet Fortuynia och familjen korsblommiga växter. Inga underarter finns listade i Catalogue of Life.